# Houcine Chouk
Houcine Chouk (arabisch حسين الشوك, DMG Ḥusain aš-Šūk; Alternativname: Hassine Chouk; * 2. Dezember 1946 in Nefta, Tunesien) ist ein tunesischer Wirtschaftsmanager und Politiker der Konstitutionellen Demokratischen Sammlung (RCD), der unter anderem von 1997 bis 2002 Verkehrsminister war.

## Leben
Houcine Chouk begann nach dem Schulbesuch ein Mathematikstudium an der Naturwissenschaftlichen Fakultät der Universität Tunis, welches er 1969 beendete. Ein weiteres Studium im Fach Luft- und Raumfahrttechnik an der École Nationale Supérieure de l’Aéronautique et de l’Espace (ENSAE) in Toulouse schloss er 1972 mit einem Diplom ab. Anschließend begann er im Juli 1972 seine berufliche Laufbahn als leitender Ingenieur für Telekommunikation beim Wetterdienst INM (Institut national de la météorologie) und wurde am 19. April 1973 der nationalen Fluggesellschaft Tunisair als Leitender Ingenieur für Avionik und Fluginstrumentierung zugeteilt. Daraufhin wechselte er am 1. Februar 1975 zur Schifffahrtsinspektion des Ministeriums für Verkehr und Kommunikation zugeteilt und wurde bereits zehn Monate später im Dezember 1975 stellvertretender Direktor der Schifffahrtsinspektion. Er wurde im Juli 1980 zum Chefingenieur befördert und übernahm im Dezember 1981 Posten des Leiters der Abteilung für Zivilluftfahrt und Meteorologie im Ministerium für Verkehr und Kommunikation. Am 25. November 1987 wurde er zum Präsidenten und Generaldirektor der Nationalen Gesellschaft für Überlandverkehr SNTRI (Société nationale de transport interurbain) ernannt sowie 1988 zum Generalingenieur befördert. Im September 1990 übernahm er den Posten als Präsident und Generaldirektor des Flughafenamts OACA (Office de l’aviation civile et des aéroports) und wurde m August 1996 Präsident und Generaldirektor der Schifffahrtsgesellschaft CTN (Compagnie Tunisienne de Navigation). Daneben fungierte er zeitweile als Präsident des Schiffbauerverbands von Tunis und des südfranzösisch-tunesischen Seefahrtsverbands.
Chouk war Präsident der regierenden Partei der Konstitutionellen Demokratischen Sammlung RCD (Rassemblement constitutionnel démocratique) in Bab El Khadra, einem Stadtteil von Tunis. Am 9. Oktober 1997 kam es zu einer Umbildung des Kabinetts von Premierminister Hamed Karoui, bei der Staatspräsident Zine el-Abidine Ben Ali Saïd Ben Mustapha als Nachfolger von Abderrahim Zouari zum Außenminister (Ministre des Affaires étrangères) sowie Ali Chaouch als Nachfolger von Mohamed Ben Rejeb zum Innenminister (Ministre de l’Intérieur) berief, während Houcine Chouk als Nachfolger von Sadok Rabah zum Verkehrsminister (Ministre de l’Éducation) berufen wurde. Den Posten des Bildungsministers bekleidete er vom 17. November 1999 bis zum 5. September 2002 auch im darauf folgenden ersten Kabinett von Mohamed Ghannouchi, woraufhin Sadok Rabah ihn ablöste.
Für seine Verdienste wurde Chouk zum Offizier des Ordens der Tunesischen Republik ernannt. Er ist verheiratet und Vater von drei Kindern.